# Нова вас при Лесцах
Нова вас при Лешцах (словен. Nova vas pri Lescah) је насељено место у општини Радовљица, Горењска регија, Словенија.

## Историја
До територијалне реорганизације у Словенији била је у саставу старе општине Радовљица.

## Становништво
У попису становништва из 2011. године, Нова вас при Лешцах је имала 191 становника.
| Број становника према пописима | Број становника према пописима | Број становника према пописима |
| ------------------------------ | ------------------------------ | ------------------------------ |
| 1991                           | 2002                           | 2011                           |
| 186                            | 179                            | 191                            |

Напомена: До 1955. исказивано под именом Нова вас.